# MacBook Pro

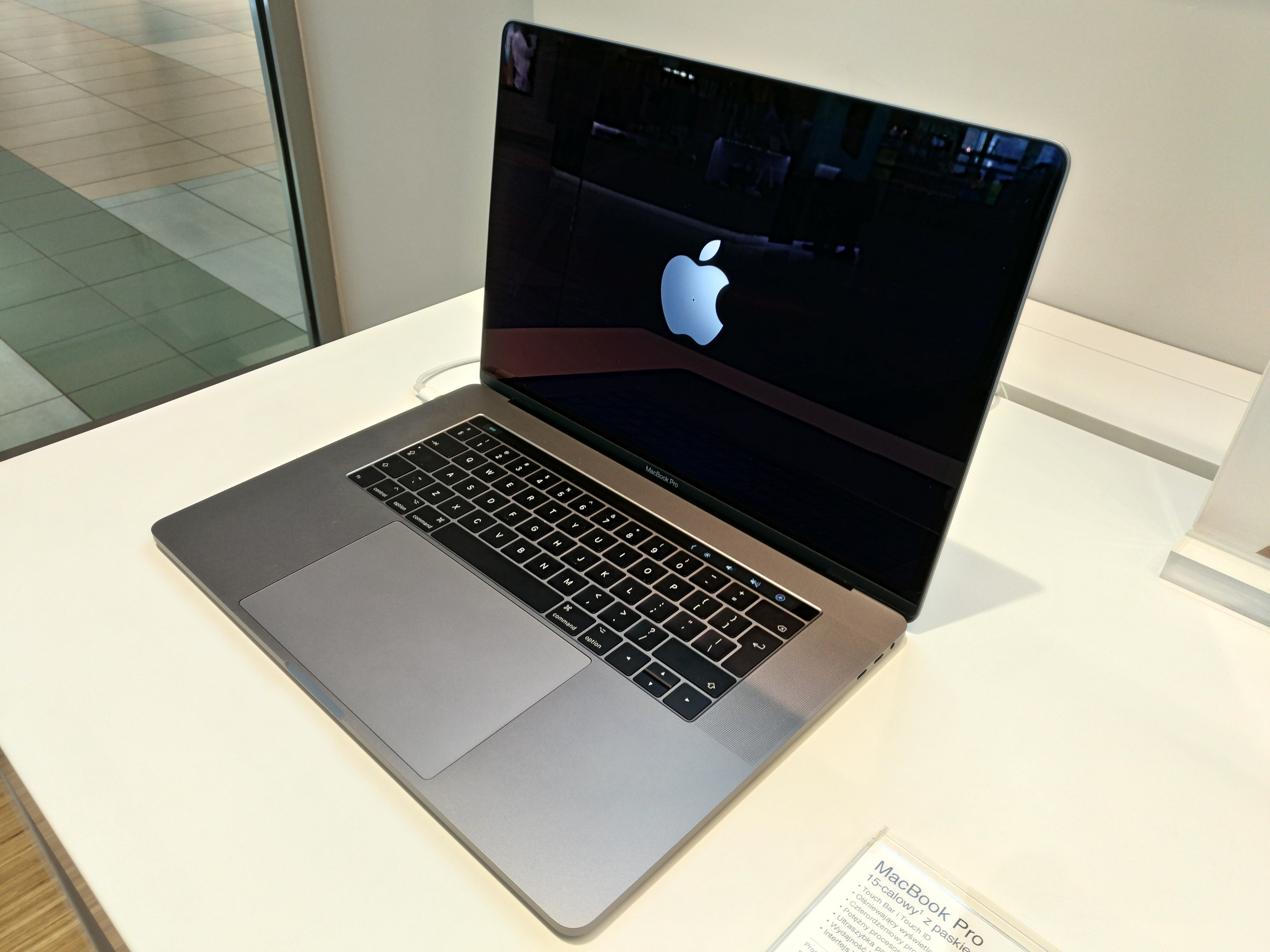
MacBook Pro

MacBook Pro – linia profesjonalnych laptopów w produkcji Apple Inc. Jest ona następczynią modeli z serii PowerBook G4 i jest jednocześnie pierwszym komputerem przenośnym Macintosh, który używa intelowskiego 64-bitowego dwu- oraz czterordzeniowego procesora Intel Core i5 oraz i7.

## Poprzednie MacBooki Pro

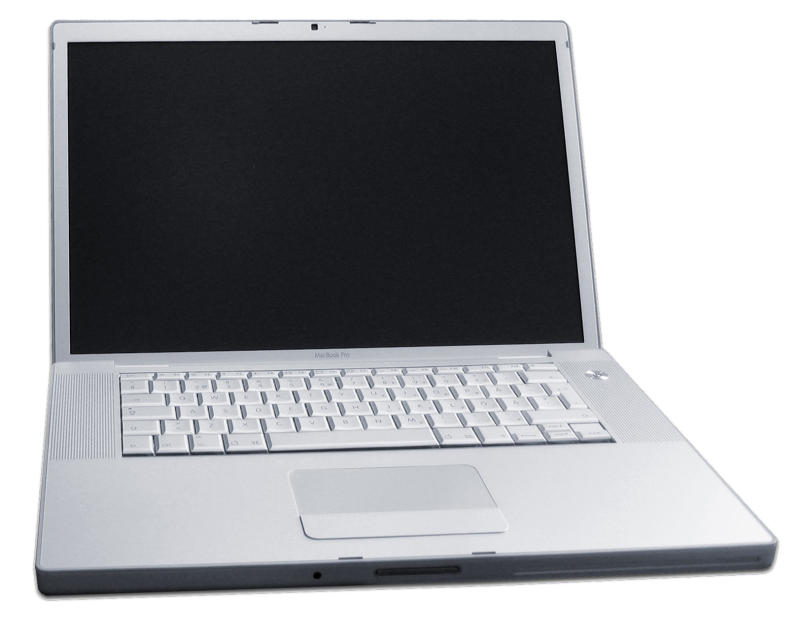
Poprzedni MacBook Pro.

Pierwszy 15-calowy MacBook Pro został zapowiedziany przez Steve’a Jobsa podczas MacWorld Expo 10 stycznia 2006 roku. 17-calowy został przedstawiony 24 kwietnia 2006 roku. Pierwsze modele MacBooka Pro były krytykowane za brak portów FireWire 800 oraz S-Video, mimo że port FireWire 800 został dodany do późniejszych modeli. Inne zmiany obejmowały wbudowanie kamery internetowej iSight oraz wprowadzenie złącza MagSafe, magnetycznego złącza zasilania, które, pociągnięte, odłączało się od laptopa, chroniąc go przez ściągnięciem na podłogę. Obie nowości zostały wprowadzone później do MacBooka.
MacBook Pro i nowszy iMac Core Duo były pierwszymi komputerami firmy Apple, które używają procesorów firmy Intel zamiast IBM/Motorola PowerPC. Mac mini kilka tygodni później również zaczął być sprzedawany z procesorami Intela. Reszta linii produktów firmy Apple ma zostać przeniesiona na architekturę procesorów Intel do lipca 2006 roku. W maju 2006 Apple wydało serię MacBook, która kończyła przejście przenośnych komputerów firmy Apple na platformę procesorów Intel.
W październiku 2006 procesory Core Duo zostały zastąpione przez Core 2 Duo.

### Modele
| Element                                               | Intel Core Duo                                                                               | Intel Core Duo                                                                    | Intel Core 2 Duo                                                                                                   | Intel Core 2 Duo                                                                                  | Intel Core 2 Duo | Intel Core 2 Duo | Intel Core 2 Duo                                                                                     | Intel Core 2 Duo                                                                                     | Intel Core 2 Duo                                                                                                 |
| Model                                                 | Początek 2006 SP36 SP33 SP32                                                                 | Początek 2006 SP36 SP33 SP32                                                      | Koniec 2006 SP24                                                                                                   | Koniec 2006 SP24                                                                                  | Połowa 2007 SP17 SP13 | Połowa 2007 SP17 SP13 | Początek 2008 SP4                                                                                    | Początek 2008 SP4                                                                                    | Koniec 2008 SP499                                                                                                |
| ----------------------------------------------------- | -------------------------------------------------------------------------------------------- | --------------------------------------------------------------------------------- | --- | ------------------------------------------------------------------------------------------------- | --- | --- | --- | --- | --- |
| Model                                                 | MA463LL/A lub MA464LL/A; MA600LL lub MA601LL                                                 | MA092LL/A                                                                         | MA609LL lub MA610LL                                                                                                | MA611LL/A                                                                                         | MA895LL lub MA896LL; MA895LL/A lub MA896LL/A | MA897LL/A | MB133LL/A lub MB134LL/A                                                                              | MB166LL/A                                                                                            | MB766LL/A |
| Ekran (wszystkie panoramiczne, matowe lub błyszczące) | 15.4" 1440 x 900                                                                             | 17" 1680 x 1050                                                                   | 15" 1440 x 900 | 17" 1680 x 1050                                                                                   | 15.4" 1440 x 900 z podświetleniem LED | 17" 1680 x 1050 Opcjonalnie 1920 x 1200 | 15.4" 1440 x 900 z podświetleniem LED                                                                | 17" 1680 x 1050 Opcjonalnie podświetlenie LED 1920 x 1200                                            | 17" z podświetleniem LED 1920 x 1200                                                                             |
| Karta graficzna z dual-link DVI                       | ATI Mobility Radeon X1600 z 128MB lub 256MB GDDR3 SDRAM                                      | ATI Mobility Radeon X1600 z 128MB lub 256MB GDDR3 SDRAM                           | ATI Mobility Radeon X1600 z 128MB lub 256MB GDDR3 SDRAM                                                            | ATI Mobility Radeon X1600 z 128MB lub 256MB GDDR3 SDRAM                                           | Nvidia Geforce 8600M GT z 128MB, 256MB lub 512MB z GDDR3 SDRAM                                                                                                 | Nvidia Geforce 8600M GT z 128MB, 256MB lub 512MB z GDDR3 SDRAM                                                                                                 | Nvidia Geforce 8600M GT z 256MB lub 512MB GDDR3 SDRAM                                                | Nvidia Geforce 8600M GT z 256MB lub 512MB GDDR3 SDRAM                                                | Nvidia Geforce 8600M GT z 512MB lub GDDR3 SDRAM                                                                  |
| Dysk twardy                                           | 80GB lub 100GB, Serial ATA, 5400-rpm Opcjonalnie 100GB 7200-rpm lub 120GB 5400-rpm.          | 120 GB Serial ATA, 5400-rpm Opcjonalnie 100GB, 7200-rpm.                          | 120GB, 160GB, lub 200GB Serial ATA, 5400-rpm Opcjonalnie 100GB, 7200-rpm.                                          | 120GB, 160GB, lub 200GB Serial ATA, 5400-rpm Opcjonalnie 100GB, 7200-rpm.                         | 120GB lub 160GB Serial ATA, 5400-rpm Opcjonalnie 250GB, 4200-rpm lub 160GB, 7200-rpm. Opcjonalnie 250GB, 5400-rpm lub 200GB, 7200-rpm po 1 listopada 2007 roku | 120GB lub 160GB Serial ATA, 5400-rpm Opcjonalnie 250GB, 4200-rpm lub 160GB, 7200-rpm. Opcjonalnie 250GB, 5400-rpm lub 200GB, 7200-rpm po 1 listopada 2007 roku | 200GB lub 250GB Serial ATA, 5400-rpm Opcjonalnie 200GB 7200-rpm lub 300GB 4200-rpm.                  | 200GB lub 250GB Serial ATA, 5400-rpm Opcjonalnie 200GB 7200-rpm lub 300GB 4200-rpm.                  | 320GB Serial ATA, 5400-rpm Opcjonalnie 320GB, 7200-rpm lub 128GB SSD.                                            |
| Procesor                                              | 1.83 GHz (T2400), 2.0 GHz (T2500) lub 2.16 GHz (T2600) Intel Core Duo Yonah                  | 2.16 GHz (T2600) Intel Core Duo Yonah                                             | 2.16 GHz (T7400) lub 2.33 GHz (T7600) Intel Core 2 Duo Merom                                                       | 2.33 GHz (T7600) Intel Core 2 Duo Merom                                                           | 2.2 GHz (T7500) lub 2.4 GHz (T7700) Intel Core 2 Duo Merom Opcjonalnie 2.6GHz (T7800) po 1 listopada 2007 roku                                                 | 2.4 GHz (T7700) Intel Core 2 Duo Merom Optional 2.6GHz (T7800) po 1 listopada 2007 roku                                                                        | 2.4 GHz (T8300) lub 2.5 GHz (T9300) Intel Core 2 Duo Penryn Opcjonalnie 2.6GHz (T9500)               | 2.5 GHz (T9400) Intel Core 2 Duo Penryn z 6MB pamięci podręczniej L2 Opcjonalnie 2.6GHz (T9500)      | 2.5 GHz (T9400) Intel Core 2 Duo Penryn z 6MB pamięci podręczniej L2 Opcjonalnie 2.6GHz (T9500)                  |
| RAM                                                   | 512MB (2x 256MB) lub 1GB (2x 512MB) 667 MHz PC2-5300 DDR2 SO-DIMM SDRAM Rozszerzalnej do 2GB | 1GB (2x 512MB) 667 MHz PC2-5300 DDR2 SO-DIMM SDRAM Rozszerzalna do 2GB            | 1GB (2x 512MB) lub 2GB (2x 1GB) 667 MHz PC2-5300 DDR2 SO-DIMM SDRAM Rozszerzalna do 4GB, jednak tylko 3GB dostępne | 2GB (2x 1GB) PC2-5300 DDR2 SO-DIMM SDRAM Rozszerzalna do 4GB, jednak tylko 3GB dostępne           | 2GB (2x 1GB) of 667 MHz PC2-5300 DDR2 SO-DIMM SDRAM Rozszerzalna do 4GB                                                                                        | 2GB (2x 1GB) of 667 MHz PC2-5300 DDR2 SO-DIMM SDRAM Rozszerzalna do 4GB                                                                                        | 2GB (2x 1GB) of 667 MHz PC2-5300 DDR2 SO-DIMM SDRAM Rozszerzalna do 4GB                              | 2GB (2x 1GB) of 667 MHz PC2-5300 DDR2 SO-DIMM SDRAM Rozszerzalna do 4GB                              | 4GB (2x 2GB) of 667 MHz PC2-5300 DDR3 SO-DIMM SDRAM Rozszerzalna do 8GB, jednak tylko 6GB jest dostępne          |
| AirPort Extreme                                       | Zintegrowany 802.11a/b/g (chipset AR5007)                                                    | Zintegrowany 802.11a/b/g (chipset AR5007)                                         | Zintegrowany 802.11a/b/g oraz draft-n (n standardowo zablokowane) (chipset AR5008)                                 | Zintegrowany 802.11a/b/g oraz draft-n (n standardowo zablokowane) (chipset AR5008)                | Zintegrowany 802.11a/b/g oraz draft-n (n odblokowane)(chipset AR5008 lub BCM4322 zależnie od wersji)                                                           | Zintegrowany 802.11a/b/g oraz draft-n (n odblokowane)(chipset AR5008 lub BCM4322 zależnie od wersji)                                                           | Zintegrowany 802.11a/b/g oraz draft-n (n odblokowane)(chipset AR5008 lub BCM4322 zależnie od wersji) | Zintegrowany 802.11a/b/g oraz draft-n (n odblokowane)(chipset AR5008 lub BCM4322 zależnie od wersji) | Zintegrowany 802.11a/b/g oraz draft-n (n odblokowane)(chipset AR5008 lub BCM4322 zależnie od wersji)             |
| Wewnętrzny napęd szczelinowy Combo                    | 8x odczyt DVD, 24x CD-R oraz zapis 10x CD-RW                                                 | n/a                                                                               | n/a | n/a                                                                                               | n/a | n/a | n/a                                                                                                  | n/a                                                                                                  | n/a |
| Wewnętrzny napęd szczelinowy SuperDrive               | 8x odczyt DVD-DL. 4x zapis DVD+/-R & RW. 24x zapis CD-R i 10x CD-RW opcjonalnie              | 4x zapis DVD+R, 8x odczyt DVD+/-R, 4x zapis DVD+/-RW, 24x CD-R i 10x odczyt CD-RW | 2.4x zapis DVD+R DL, 6x odczyt DVD+/-R, 4x zapis DVD+/-RW, 24x zapis CD-R i 10x zapis CD-RW                        | 4x zapis DVD+R DL, 8x odczyt i zapis DVD+/-R, 4x zapis DVD+/-RW, 24x zapis CD-R i 10x zapis CD-RW | 4x zapis DVD+R DL, 8x odczyt i zapis DVD+/-R, 4x zapis DVD+/-RW, 24x zapis CD-R i 10x zapis CD-RW                                                              | 4x zapis DVD+R DL, 8x odczyt i zapis DVD+/-R, 4x zapis DVD+/-RW, 24x zapis CD-R i 10x zapis CD-RW                                                              | 4x zapis DVD+R DL, 8x odczyt i zapis DVD+/-R, 4x zapis DVD+/-RW, 24x zapis CD-R i 10x zapis CD-RW    | 4x zapis DVD+R DL, 8x odczyt i zapis DVD+/-R, 4x zapis DVD+/-RW, 24x zapis CD-R i 10x zapis CD-RW    | 4x zapis DVD+R DL, 8x odczyt i zapis DVD+/-R, 8x zapis DVD+RW, 6x zapis DVD-RW, 24x zapis CD-R i 16x zapis CD-RW |

## MacBook Pro Unibody
14 października 2008 wprowadzono wersje z wielofunkcyjnym szklanym gładzikiem Multi-Touch, który zezwala na gesty wykonane 4 palcami. Gładzik jest zarazem przyciskiem. Ekran jest podświetlony technologią LED i oferowany w wersji błyszczącej (szklany) jak i matowej (wyjątek stanowi wersja 13" - dostępna tylko z matrycą błyszczącą). Ekran pokryty szkłem prezentuje gładką powierzchnię do granic bryły obudowy. Do pracy po ciemku klawiatura podświetlona jest dyskretnie diodami od wewnątrz. Obudowa wykonana jest przez frezowanie korpusu z jednego bloku aluminium (tzw. Unibody), eliminując śrubowanie oraz znacznie wzmacniając sztywność i odporność na wstrząsy i nacisk. System zawiera podwójne karty graficzne, a także jest cieńszy i lżejszy, składając się przy tym z mniejszej liczby podzespołów i osobnych części.

### Rozwój
15" MacBook Pro

14 października 2008, na skierowanym na notebooki evencie Apple’a, został przedstawiony nowy, 15" MacBook Pro wykonany z jednego kawałka aluminium (technologia unibody) z okrągłymi rogami oraz zwężającymi się bokami, podobnymi do tych w MacBooku Air. Wszystkie porty MacBooka Pro zostały przeniesione na lewą stronę obudowy. Napęd optyczny został przeniesiony na prawą stronę, podobnie jak w MacBooku. Port FireWire 400 został usunięty, w przeciwieństwie do FireWire 800, port DVI został zastąpiony przez Mini DisplayPort.
17" MacBook Pro

6 stycznia 2009 roku na MacWorld Expo Phil Shiller zaprezentował 17" MacBooka Pro z aluminiową obudową unibody. Ta wersja różni się od 15" niewymienialną przez użytkownika, litowo-polimerową baterią, zaprojektowaną do około 8-godzinnej pracy po jednym ładowaniu. Dodatkowo można było zamówić wersję z matową matrycą.

13" MacBook Pro

8 czerwca 2009 roku na Worldwide Developers Conference ogłoszono, że 13" MacBook unibody został zaktualizowany i przemianowany na MacBooka Pro (różnice łatwo rozpoznać po porcie FireWire 800 i czytniku kart SD po lewej stronie). W linii MacBooków został tylko biały, poliwęglanowy MacBook, który został wycofany ze sprzedaży w lipcu 2011 roku. Cała linia MacBooków Pro otrzymała niewymienialną przez użytkownika baterię, podobną do tej z 17" modelu. Slot Kensington Lock został przeniesiony na prawą stronę obudowy 13" modelu. Każdy nowy MacBook Pro jest wyposażony w port FireWire i wszystkie, oprócz modelu 17", mają czytnik kart SD. Model 17" ma slot ExpressCard.

### Modele
| MacBook Pro 13,3 cali                | Intel Core 2                                                                               | Intel Core 2 | Intel Core i5/Intel Core i7                                                                                            | Intel Core i5/Intel Core i7                                                                                            | Intel Core i5/Intel Core i7                                                                                            |
| Model                                | MacBook Pro (połowa 2009)                                                                  | MacBook Pro (połowa 2010)                                                                                              | MacBook Pro (początek 2011)                                                                                            | MacBook Pro (koniec 2011)                                                                                              | MacBook Pro (połowa 2012)                                                                                              |
| ------------------------------------ | ------------------------------------------------------------------------------------------ | --- | --- | --- | --- |
| Data premiery                        | 8 czerwca 2009                                                                             | 13 kwietnia 2010 | 24 lutego 2011 | 24 października 2011                                                                                                   | 11 czerwca 2012 |
| Ekran                                | 13.3-calowy, szklany, ekran o rozdzielczością 1280 x 800 podświetlony technologią LED      | 13.3-calowy, szklany, ekran o rozdzielczością 1280 x 800 podświetlony technologią LED                                  | 13.3-calowy, szklany, ekran o rozdzielczością 1280 x 800 podświetlony technologią LED                                  | 13.3-calowy, szklany, ekran o rozdzielczością 1280 x 800 podświetlony technologią LED                                  | 13.3-calowy, szklany, ekran o rozdzielczością 1280 x 800 podświetlony technologią LED                                  |
| Grafika                              | NVIDIA GeForce 9400M używający 256 MB RAM DDR3                                             | NVIDIA GeForce 320M używający 256 MB RAM DDR3                                                                          | Intel HD Graphics 3000 używający 384 MB RAM DDR3 wydzielonego z głównej pamięci RAM                                    | Intel HD Graphics 3000 używający 384 MB RAM DDR3 wydzielonego z głównej pamięci RAM                                    | Intel HD Graphics 4000 używający 768 MB RAM DDR3 wydzielonego z głównej pamięci RAM                                    |
| Dysk twardy Serial ATA 5400 obr/min2 | 160, 250, 320 lub 500 GB Opcjonalnie 128 lub 256 GB SSD                                    | 250, 320 lub 500 GB Opcjonalnie 128, 256 lub 512 GB SSD                                                                | 320, 500 lub 750 GB Opcjonalnie 128, 256 lub 512 GB SSD                                                                | 500 lub 750 GB Opcjonalnie 128, 256 lub 512 GB SSD                                                                     | 500 lub 750 GB Opcjonalnie 1TB lub 128, 256 lub 512 GB SSD                                                             |
| Procesor                             | 2.26 lub 2.53 GHz Intel Core 2 Duo (P8400/P8700)                                           | 2.4 lub 2.66 GHz Intel Core 2 Duo (P8600/P8800)                                                                        | 2.3 lub 2.7 GHz Intel Core i5/i7 (2415M/2620M)                                                                         | 2.4 lub 2.8 GHz Intel Core i5/i7 (2435M/2640M)                                                                         | 2.5 lub 2.9 GHz Intel Core i5/i7 (3210M/3520M)                                                                         |
| Pamięć RAM Dwa sloty dla DDR3 SDRAM  | 2 GB (2x1 GB) lub 4 GB (2x2 GB) PC3-8500 max. 8 GB                                         | 4 GB (2x2 GB) PC3-8500 max. 16 GB                                                                                      | 4 GB (2x2 GB) PC3-10600 max. 16 GB                                                                                     | 4 GB (2x2 GB) PC3-10600 max. 16 GB                                                                                     | 4 GB (2x2 GB) lub 8 GB (2x4 GB) PC3-12800 DDR3L max. 16 GB                                                             |
| AirPort Extreme                      | Zintegrowane 802.11a/b/g/n                                                                 | Zintegrowane 802.11a/b/g/n                                                                                             | Zintegrowane 802.11a/b/g/n                                                                                             | Zintegrowane 802.11a/b/g/n                                                                                             | Zintegrowane 802.11a/b/g/n                                                                                             |
| Napęd SuperDrive                     | Zapis: 4x DVD+R DL, 4x DVD±RW writes, 24x CD-R, and 10x CD-RW; odczyt: 8x DVD±R            | Zapis: 4x DVD+R DL, 4x DVD±RW writes, 24x CD-R, and 10x CD-RW; odczyt: 8x DVD±R                                        | Zapis: 4x DVD+R DL, 4x DVD±RW writes, 24x CD-R, and 10x CD-RW; odczyt: 8x DVD±R                                        | Zapis: 4x DVD+R DL, 4x DVD±RW writes, 24x CD-R, and 10x CD-RW; odczyt: 8x DVD±R                                        | Zapis: 4x DVD+R DL, 4x DVD±RW writes, 24x CD-R, and 10x CD-RW; odczyt: 8x DVD±R                                        |
| Minimalny system operacyjny          | Mac OS X 10.5.7 Leopard                                                                    | Mac OS X 10.6.3 Snow Leopard                                                                                           | Mac OS X 10.6.6 Snow Leopard                                                                                           | Mac OS X 10.7.2 Lion                                                                                                   | Mac OS X 10.7.3 Lion                                                                                                   |
| Najnowszy system operacyjny          | Wciąż wspierany, na chwilę obecną OS X 10.11.5 El Capitan / OS X 10.11.6 El Capitan (beta) | Wciąż wspierany, na chwilę obecną OS X 10.11.5 El Capitan / OS X 10.11.6 El Capitan (beta) / macOS 10.12 Sierra (beta) | Wciąż wspierany, na chwilę obecną OS X 10.11.5 El Capitan / OS X 10.11.6 El Capitan (beta) / macOS 10.12 Sierra (beta) | Wciąż wspierany, na chwilę obecną OS X 10.11.5 El Capitan / OS X 10.11.6 El Capitan (beta) / macOS 10.12 Sierra (beta) | Wciąż wspierany, na chwilę obecną OS X 10.11.5 El Capitan / OS X 10.11.6 El Capitan (beta) / macOS 10.12 Sierra (beta) |
| Waga                                 | 4.5 funta / 2.04 kg                                                                        | 4.5 funta / 2.04 kg | 4.5 funta / 2.04 kg | 4.5 funta / 2.04 kg | 4.5 funta / 2.06 kg |
| Wymiary                              | 0.95 × 12.78 x 8.94 cala                                                                   | 0.95 × 12.78 x 8.94 cala                                                                                               | 0.95 × 12.78 x 8.94 cala                                                                                               | 0.95 × 12.78 x 8.94 cala                                                                                               | 0.95 × 12.78 x 8.94 cala                                                                                               |

| Numery modeli                                                                   | MB470LL/A lub MB471LL/A | MB470LL/A, MC026LL/A or MB604LL/A |                                                                                   |                                                                                   |                                                                                   |
| Wyświetlacz LED (wszystkie modele szerokoekranowe)                              | | |                                                                                   |                                                                                   |                                                                                   |
| brak                                                                            | | |                                                                                   |                                                                                   |                                                                                   |
| 15 cali, twardy szklany błyszczący ekran, 1440×900 podświetlony technologią LED | | |                                                                                   |                                                                                   |                                                                                   |
| brak                                                                            | 17 cali, twardy szklany lub matowy ekran 1920 × 1200 podświetlony technologią LED                                                     | 17 cali, twardy szklany lub matowy ekran 1920 × 1200 podświetlony technologią LED                                                     | 17 cali, twardy szklany lub matowy ekran 1920 × 1200 podświetlony technologią LED | 17 cali, twardy szklany lub matowy ekran 1920 × 1200 podświetlony technologią LED | 17 cali, twardy szklany lub matowy ekran 1920 × 1200 podświetlony technologią LED |
| Karta graficzna (dwie)                                                          | Nvidia Geforce 9400M i Nvidia Geforce 9600M GT z 256 MB lub 512 MB typu GDDR3 SDRAM i wyjście mini Display-Port                       | Nvidia Geforce 9400M i Nvidia Geforce 9600M GT z 256 MB lub 512 MB typu GDDR3 SDRAM i wyjście mini Display-Port                       |                                                                                   |                                                                                   |                                                                                   |
| Dysk twardy                                                                     | 250 GB lub 320 GB Serial ATA, 5400 RPM. Opcjonalnie 320 GB, 7200 RPM lub 128 GB SSD.                                                  | 250 GB lub 320 GB Serial ATA, 5400 RPM. Opcjonalnie 320 GB, 7200 RPM lub 128 GB SSD.                                                  |                                                                                   |                                                                                   |                                                                                   |
| Procesor                                                                        | 2,4 i 2,53 GHz Intel Core 2 Duo Opcjonalnie 2,8 GHz                                                                                   | 2,4 i 2,66 GHz Intel Core 2 Duo Opcjonalnie 2,93 GHz                                                                                  |                                                                                   |                                                                                   |                                                                                   |
| Pamięć o dostępie swobodnym                                                     | 2 lub 4 GB PC3-8500 DDR3 SO-DIMM SDRAM (Docelowo do 8 GB)                                                                             | 4 GB (Docelowo do 8 GB) |                                                                                   |                                                                                   |                                                                                   |
| AirPort (AirPort Extreme (802.11n))                                             | Zintegrowany Wi-Fi typu 802.11a/b/g i draft-n (n włączony domyślnie)                                                                  | Zintegrowany Wi-Fi typu 802.11a/b/g i draft-n (n włączony domyślnie)                                                                  |                                                                                   |                                                                                   |                                                                                   |
| Napęd optyczny typu SuperDrive                                                  | 4× DVD+R DL zapisywanie, 8× DVD+/-R czytanie/zapisywanie, 8× DVD+RW czytanie, 6× DVD-RW zapisywanie, 24× CD-R, i 16× CD-RW nagrywanie | 4× DVD+R DL zapisywanie, 8× DVD+/-R czytanie/zapisywanie, 8× DVD+RW czytanie, 6× DVD-RW zapisywanie, 24× CD-R, i 16× CD-RW nagrywanie |                                                                                   |                                                                                   |                                                                                   |